# Sultanat du Bas-Yafa

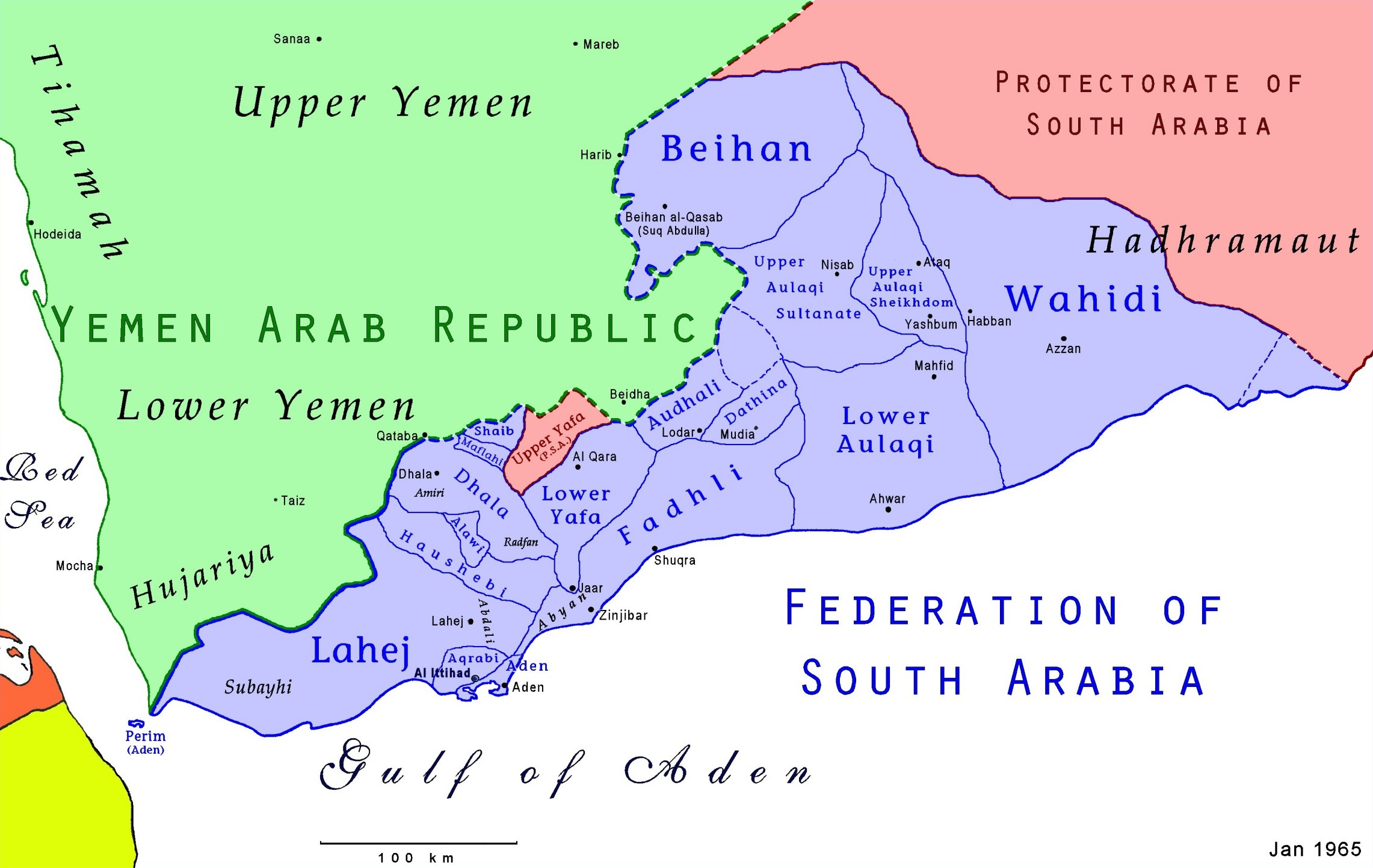
Carte de la fédération d'Arabie du Sud.

Le Bas Yafa, Bas Yafa'i (en arabe : يافع السفلى Yāfiʿ al-Suflā)), ou sultanat du Bas-Yafa (en arabe : سلطنة يافع السفلى Salṭanat Yāfiʿ al-Suflā), a été un État du protectorat d'Aden, sous direction britannique, situé dans le Yémen actuel.

## Histoire antique
Yafa a également été le siège d'un ancien royaume Himyarite (de ~-110 à + 632), intégré dans le califat des Rashidoune ou Califes bien guidés.
Dès les débuts de l'Islam, il a été pleinement intégré dans l'empire islamique.

## Histoire moderne
Yafa est l'une des plus grandes tribus d'Arabie. La tribu Yafai est divisée en 10 branches ou émirats dont 5 en Bas-Yafa et les 5 autres sont en Haut-Yafa. Ces émirats sont ensuite subdivisés dans les nombreuses branches plus petites et les familles élargies.
Le Sultanat (vers 1800-1967), sous protectorat britannique à partir de 1895, inclut les émirats d'Al Saadi, Yaher, Kalad, Thi Nakheb et des Yézidis[réf. nécessaire]. 
Il est un membre fondateur de la fédération des émirats arabes du Sud en 1959, et de son successeur, la fédération d'Arabie du Sud, en 1963. 
Dirigé par la dynastie Al Afifi, sa capitale était Jaar. 
Son dernier sultan, Mahmoud ben Aidrus Al Afifi, a été destitué et son État supprimé en 1967 lors de la fondation de la république démocratique populaire du Yémen du Sud, et fait maintenant partie de la république de Yémen.

## Dirigeants
- Afif, 1681-1700
- Qahtan ibn Afif, 1700-1720
- Sayf ibn Qahtan al-Afifi, 1720-1740
- Ma`awda ibn Sayf al-Afifi, 1740-1760
- Ghalib ibn Ma`awda al-Afifi, 1760-1780
- Abd al-Karim ibn Ghalib al-Afifi, 1780-1800
- Ali I ibn Ghalib al-Afifi, 1800-1841
- Ahmad ibn Ali al-Afifi, 1841-1873 (1er règne)
- Ali II ibn Ahmad al-Afifi, 1873-1885
- Muhsin I ibn Ahmad al-Afifi, 1885-1891
- Ahmad ibn Ali al-Afifi, 1891-1893 (2ème règne)
- Abu Bakr ibn Sha'if al-Afifi, 1893-1899
- Abd Allah ibn Muhsin al-Afifi, 1899-1916
- Muhsin II ibn Ali al-Afifi, 1916-1925
- Aydarus ibn Muhsin al-Afifi, 1925-1958
- Regent, 1947 ? - 1949 - ?
- Mahmud ibn Aydarus al-Afifi, 1958-1967.

## Histoire récente
La région a abrité une base du groupe terroriste Aden-Abyan Armée islamique, partie de l'AQPA.